# Brisa De Angulo
Brisa De Ángulo Losada (Baltimore, 14 de septiembre de 1985) es una activista, abogada y neuropsicóloga colombo-boliviana. Criada en Cochabamba, Bolivia, es fundadora de la organización A Breeze of Hope Foundation, con sede en Bolivia, dedicada a brindar apoyo legal, psicológico y educativo a niñas, niños y adolescentes víctimas de violencia sexual.
Su trabajo en la prevención, atención y erradicación de la violencia sexual infantil, especialmente la incestuosa, se relaciona con su experiencia personal como sobreviviente de abuso sexual infantil. Ha llevado su caso a instancias judiciales locales, nacionales e internacionales. En 2019 recibió el Protection Award del World of Children en reconocimiento a su labor en la defensa de los derechos de la infancia.
Según la Defensoría del Pueblo de Bolivia, el 23% de niñas, niños y adolescentes en el país han sido víctimas de violencia sexual, cifra superior al promedio mundial del 8%. En el caso de las niñas, la prevalencia global es de 20%, mientras que en Bolivia alcanza el 34%.

## Primeros años y activismo
A los 15 años, Brisa denunció haber sido víctima de violencia sexual por parte de un familiar que residía temporalmente en su hogar en las afueras de Cochabamba. Según entrevistas posteriores, el abuso se prolongó durante aproximadamente ocho meses y tuvo efectos en su salud física y mental, incluyendo trastornos alimentarios e intentos de suicidio.
Tras comunicar los hechos a sus padres, buscó apoyo legal, pero enfrentó obstáculos como la dificultad para encontrar representación jurídica, rechazo social en su comunidad y un ataque incendiario contra la vivienda familiar. En 2007, a los 17 años, inició actividades para visibilizar la violencia sexual incestuosa a partir de su experiencia. 
De acuerdo con la Fundación Construir, en Bolivia el 97% de las denuncias de violencia sexual identifican como agresor a un familiar masculino. Sin embargo, solo el 5% de estos casos se denuncia, el 0,5% llega a una sentencia y el 0,2% de las víctimas recibe apoyo psicológico especializado.
Presentó su caso en tres oportunidades ante tribunales bolivianos, sin obtener una resolución favorable. En 2012, presentó una petición ante la Comisión Interamericana de Derechos Humanos (CIDH) alegando que el Estado boliviano no la protegió ni investigó de manera adecuada.
Según el canal periodístico colombiano Las Igualadas, la persona señalada como agresor, Eduardo Gutiérrez, fue líder de la iglesia El lugar de su Presencia bajo el nombre de Lalo Levi y fundó una empresa propia. Gutiérrez reside fuera de Bolivia, no ha estado en prisión y no ha cumplido condena por estos hechos.
En 2019, la Corte Interamericana de Derechos Humanos condenó al Estado boliviano por negligencia en la protección de los derechos de De Ángulo. Este fue el primer fallo del tribunal en un caso de violencia sexual incestuosa y estableció un precedente jurídico para los Estados miembros del sistema interamericano. El precedente del caso Brisa ha sido citado en otros procesos judiciales de la región.

## Fallo de la Corte Interamericana
En enero de 2023, el caso de Brisa De Angulo fue conocido por la Corte Interamericana de Derechos Humanos, que falló a su favor al considerar que la investigación por abuso sexual en su contra en Bolivia había sido discriminatoria y carecía de una perspectiva de género. El tribunal determinó que el Estado boliviano incurrió en actos de revictimización que constituyeron violencia institucional, calificándolo como un “segundo agresor” en el proceso.
En un fallo unánime, la Corte concluyó que Bolivia era responsable de violar sus derechos a la integridad personal, a las garantías judiciales, a la vida privada y familiar, a los derechos de la niñez y a la protección judicial. La sentencia, emitida en el caso De Ángulo Losada vs. Bolivia, dispuso que el proceso debía permanecer abierto y que el Estado debía adoptar las medidas necesarias para evitar que el caso quedara en la impunidad.

## Proceso judicial en Colombia
Tras la sentencia de la Corte Interamericana de Derechos Humanos y la inasistencia del acusado a las diligencias judiciales en Bolivia, este fue declarado en rebeldía por el Tribunal Departamental de Justicia de Cochabamba, que emitió una orden de prisión en su contra. El procesado, de nacionalidad colombiana, reside actualmente en Colombia.
En 2022, fue capturado en Bogotá en cumplimiento de una solicitud de extradición presentada por el Estado boliviano. La Sala de Casación Penal de la Corte Suprema de Justicia de Colombia negó la extradición al considerar que el delito de violación agravada se encontraba prescrito. Posteriormente, el acusado fue liberado y la solicitud de extradición fue archivada.
De Ángulo interpuso una acción de tutela contra la decisión, argumentando que vulneraba sus derechos al debido proceso y al acceso a la justicia, así como las obligaciones internacionales asumidas por Colombia que forman parte del bloque de constitucionalidad. Señaló además que el fallo desconocía la sentencia emitida por la Corte Interamericana en su caso. La tutela fue presentada ante la Sala de Casación Civil de la Corte Suprema de Justicia.
En octubre de 2023, el expediente fue remitido a la Corte Constitucional. En noviembre de ese año, la Sala de Selección de Tutelas Número Once decidió seleccionar el caso para revisión. La decisión de fondo por parte del alto tribunal se encuentra pendiente. En 2023, el diario El Espectador la incluyó entre sus “Personajes del Año”.
En julio de 2025, Infobae informó que el acusado interpuso en Colombia una denuncia por injuria y calumnia contra De Angulo, lo que derivó en una citación a audiencia de conciliación en Bogotá. De Angulo declaró que no aceptaría conciliar con el señalado agresor y consideró que la medida constituía un acto de revictimización. En declaraciones a El Tiempo, cuestionó que Colombia pueda servir como “refugio de agresores” y sostuvo que el proceso penal en su contra, sumado a la negativa de extradición, refleja deficiencias en la protección de víctimas de violencia sexual.
Cambio Colombia añadió en julio de 2025 que De Ángulo describió este desarrollo como una instrumentalización del sistema judicial por parte de su agresor para silenciarla. Reportó además que, después de 22 años de lucha legal y múltiples procesos (en Bolivia y ante instancias internacionales), tuvo que comparecer a la audiencia en Bogotá, lo que fue percibido como un desgaste adicional. Se convocó a una manifestación de apoyo frente a la Casa de Justicia de Mártires, y De Angulo reiteró que la justicia no debería obligar a la víctima a sentarse frente al agresor.

## Cobertura mediática, reconocimientos y actividades públicas
En 2024, su historia fue narrada en el documental Brisa,  dirigido por Nick Nanton y coproducido junto a la cantante Gloria Estefan. Su caso y labor han sido difundidos por medios internacionales como CNN, The Guardian, El País Al Jazeera y Associated Press.,
Ha liderado espacios de incidencia política y diplomática. En Colombia participó en el evento “Demandas de sobrevivientes y aliados para erradicar la violencia sexual en la niñez”, junto a la primera dama Verónica Alcocer.
Asimismo, sostuvo un encuentro con el papa Francisco, en el que compartió su experiencia junto a José Enrique Escardó, primer denunciante de abusos cometidos por integrantes del Sodalicio de Vida Cristiana.
En 2024, la plataforma RTVCPlay estrenó el podcast original Las gafas rosadas, una serie de seis episodios que narra el caso de De Ángulo y analiza la problemática de la violencia sexual en la infancia, su abordaje judicial y las secuelas psicológicas. La producción documenta el proceso judicial que emprendió primero en Bolivia y luego en Colombia, así como su posterior litigio ante la Corte Interamericana de Derechos Humanos.

## Aplicación del caso como precedente internacional
En Brasil, el caso fue citado en el proceso judicial de la actriz Thelma Fardin, quien denunció al actor Juan Darthés por abuso sexual. La sentencia del caso De Angulo fue utilizada como fundamento para apelar el fallo que absolvía a Darthés, al argumentar que la exigencia de una prueba física era incompatible con estándares internacionales. La apelación resultó en una condena de seis años de prisión.

## Fundación A Breeze of Hope
En 2004, De Ángulo fundó A Breeze of Hope (ABH), organización sin ánimo de lucro que ofrece asistencia jurídica, atención psicológica y trabajo preventivo para víctimas de violencia sexual. La entidad está dirigida por personas sobrevivientes y sigue un modelo integral de atención basado en el programa INSPIRE de la Organización Mundial de la Salud y Naciones Unidas.
El modelo de la organización incluye tres objetivos generales:
1. Restablecer derechos y la vida de menores sobrevivientes de violencia sexual mediante atención psicológica, acompañamiento jurídico y servicios sociales.
2. Prevenir la violencia sexual a través de educación comunitaria, reformas de políticas públicas y defensa de derechos humanos.
3. Promover un desarrollo infantil saludable mediante educación con enfoque no violento y de derechos

La metodología se organiza en tres pilares: prevención, sanación y justicia, según un enfoque de enfoque de salud pública para poner fin a la violencia sexual contra los niños y niñas, para mejorar la vida de los supervivientes. Además incluye actividades como talleres, campañas de sensibilización, formación vocacional y redes de jóvenes contra la violencia sexual. Desde su creación, ha atendido a más de 1.500 sobrevivientes y ha capacitado a más de 100.000 personas.

## Reconocimientos al modelo de atención
Diversas organizaciones internacionales han destacado el impacto del trabajo desarrollado por Brisa De Ángulo y la Fundación Una Brisa de Esperanza (A Breeze of Hope, ABH) en la prevención y atención integral de la violencia sexual infantil. La fundación ha sido reconocida internacionalmente por alcanzar altos índices de atención en casos de abuso sexual infantil, así como por implementar un modelo integral de respuesta que combina asistencia jurídica y psicológica especializada.
El informe internacional What Works to Prevent Sexual Violence Against Children calificó el modelo de la fundación como innovador y fundamentado en mejores prácticas globales. Según el estudio, la organización Breeze of Hope ofrece servicios legales, psicológicos y sociales gratuitos, y ha mantenido una tasa de condenas del 9% en los casos que acompaña. Además, ha capacitado a más de 100.000 personas en prevención y manejo de casos de violencia sexual y, en 2016, creó la Red de Jóvenes contra la Violencia Sexual, liderada por sobrevivientes.
La organización Together Women Rise ha reconocido la eficacia del enfoque holístico de ABH, que incluye atención terapéutica especializada, acompañamiento legal durante todo el proceso penal, capacitación vocacional y apoyo educativo. Desde su creación, la fundación ha atendido a más de 1.450 menores sobrevivientes de violencia sexual, principalmente niñas de entre tres meses y 18 años del departamento de Cochabamba. La organización también ha documentado el impacto positivo de este modelo en la vida de las personas atendidas.

## Movimiento de Valientes
El 16 de marzo de 2024 se realizó en Buenos Aires, Argentina, el lanzamiento del Movimiento de Valientes para Latinoamérica y el Caribe, una iniciativa regional del Brave Movement Global orientada a la prevención y erradicación de la violencia sexual contra niños, niñas y adolescentes. La red está integrada por representantes de 15 países: Argentina, Bolivia, Brasil, Colombia, Costa Rica, Cuba, Ecuador, El Salvador, Guatemala, Honduras, México, Nicaragua, Perú, Uruguay y Venezuela.
Brisa De Angulo fue designada como presidenta de la iniciativa. Forma parte de un grupo de 18 activistas sobrevivientes de violencia sexual, provenientes de distintos ámbitos profesionales como la medicina, el derecho, la psicología y otras áreas, que han orientado su labor a la eliminación de este delito.
El Movimiento tiene como objetivos: 1) Prevenir la violencia sexual contra personas menores de edad. 2) Promover que los agresores comparezcan ante la justicia. y 3) Garantizar mecanismos de reparación integral para las víctimas.
En el marco de su presentación, se difundió el primer informe regional sobre acceso a la justicia y prescripción de la acción penal, elaborado a partir de la experiencia y testimonios de sus integrantes.

## Premios y reconocimientos
- 2013: Mary Philbrook Public Service Award,[42] Rutgers University.
- 2014: Premio Departamental, Gobierno Autónomo de Cochabamba.
- 2015: Premio Democracia y Desarrollo.
- 2015: Global Impact Award,[43] Futures without Violence.
- 2016: Woman of Peace Award, Woman of Peace Foundation.
- 2016: With and For Girls Award, Stars Foundation.
- 2016: 16 Heroes,[44] Together for Girls.
- 2016: Vidanta Award (primer premio),[45] VIDANTA.
- 2017: Impact Award for Transformative Leadership, Light My Fire.
- 2017: Gratitude Network Award.
- 2017: Eastern University Alumni Award,[46] Eastern University.
- 2018: CNN Hero,[47] CNN.
- 2018: BBC Outlook Inspirations Award,[48] BBC.
- 2019: World of Children Award,[49] World of Children.
- 2019: Compass of Conscience Award.
- 2020: Elevate Prize,[50] Elevate.
- 2020: Distinguished Partners for Women, Peace, & Security Award.
- 2023: Lifetime Achievement Award, The National Association of Eperst, Writers, and Speakers.
- 2023: Champions of Justice Award,[51] Global Women’s Institute.

## Publicaciones
| Año de publicación | Título |
| ------------------ | --- |
| 2009               | Child Sexual Abuse and The Conspiracy of Silence - Brisa De Angulo. |
| 2009               | Las Agresiones Sexuales Desde una Perspectiva de Los Derechos Humanos (Sexual Aggressions from a Human Rights Perspective) - De Angulo B., Losada, L.S., De Angulo, J.M. |
| 2010               | Legal Practice and Social Constructs Override Legal Intent: Maintenance of the Revictimization of Child and Adolescent Victims of Sexual Assault - Brisa De Angulo. |
| 2011               | Bolivia Socio-Cultural Patterns Discriminate Against Female Adolescent Victims of Sexual Assault - Brisa De Angulo. |
| 2015               | El Desarrollo Integral de los Infantes (The Comprehensive Early Infancy Development). MAP International Bolivia - Losada, L.S. De Angulo, J.M. et all. |
| 2016               | Las Semillas del Cambio para la Nueva Bolivia del Vivir Bien (The seeds of Change for the New Bolivia for the Wellbeing). MAP International, Bolivia - Losada, L.S. De Angulo, J.M. et all. |
| 2016               | Redescubriendo la Maravillosa y Trascendente Experiencia del Parto y de un Embarazo Significativo (Rediscovering the Amazing and Transcendent Adventure of Pregnancy and Deliver). MAP International, Bolivia - Losada, L.S. De Angulo, J.M. et all. |
| 2017               | Competencias Parentales para el Desarrollo Integral de la Infancia Temprana (Parental Competences for Comprehensive Early Infancy Development). MAP International, Bolivia - Losada, L.S. De Angulo, J.M. et all. |
| 2017               | Manual De la Ruta Juridica y Psicosocial de Atencion en Delitos de Violencia Sexual Hacian Ninas, Ninos, y Adolecentes (Manual for the Legal and Psychological Route of Attention in Crimes towards children and adolescents) - Losada, L.S. De Angulo, J.M. et all. |
| 2018               | Construyendo una Cultura de Paz en las Organizaciones (Building a Culture of Peace in Organizations). MAP International y Fundación Familias Saludables - De Angulo, J.M. et all. |
| 2019               | Navegando en el Mundo del Trauma y la Sanidad (Navigating in the World of Trauma and Healing). Fundación Familias Saludables - Losada, L.S. De Angulo, J.M. et all. |
| 2020               | Despertando y reinventándome. Navegando en el mundo del trauma y la sanidad (Awakening and Reinventing. Navigating the World of Trauma and Health) - Losada, L.S. De Angulo, J.M. et all. |
| 2021               | Recuperando control sobre nuestro sistema polivagal (Regaining control over our polyvagal system) - De Angulo, J. M., Losada, L. S. y De Angulo. B. |
| 2021               | Protocolo de primera sesión o de recepción de caso (Protocol of the First Session or Reception of the Case) - De Angulo, B., Losada, L. S., y De Angulo, J. M. |
| 2021               | Protocolo entrevista psicológica inicial a NNA con sospecha de que haya sufrido agresiones sexuales (Protocol Initial Interview with a Child or Adolescent Whom is Suspected of Suffering Sexual Violence) - De Angulo, B., Loma Soliz, D., Losada, L. S., y De Angulo, J. M. |
| 2021               | Estabilización y diálogo con subentidades para traer armonía y sanidad en nuestro mundo interior (Stabilization and Dialogue with Subentities to Bring Harmony and Healing in our Inner World) - De Angulo, J. M., Losada, L. S., y De Angulo, B. |
| 2021               | Protocolo: Entendiendo la violencia sexual contra niños, niñas y adolescentes y su impacto en el cerebro desde la perspectiva de la victimología y la neurociencia (Protocol: Understanding Sexual Violence against children and adolescents and it's impact on the brain from a victimology and neuroscience perspective) - De Angulo, J. M., Losada, L. S., y De Angulo, B. |
| 2021               | Trauma, su impacto en el cerebro e implicaciones para la investigación en delitos de agresiones sexuales a NNAs (Trauma, its Impact on the brain and Implications for Investigation on sexually violent crimes) - De Angulo, J. M., Losada, L. S., y De Angulo, B. |
| 2021               | Construyendo familias y comunidades resilientes y sanadoras (Building Resilient and Healing Families and Communities) - De Angulo, J. M., Losada, L. S., y De Angulo, B. |
| 2021               | Propuesta para que el Estado Plurinacional de Bolivia genere espacios seguros que permitan a Niñas, Niños y Adolescentes crecer y desarrollarse sin el riesgo de sufrir violencia sexual y que mejore el acceso a la justicia. (Proposal for the Plurinational State of Bolivia to generate safe spaces that allow children and adolescents to grow and develop without the risk of sexual violence and to improve access to justice.) - De Angulo, B., Arispe, C., Rocabado, I., Leyva., Verduguez., Oviedo, L., Mercado., N., Arce, S., Palmer, P. |
| 2021               | MANUAL: GUIA PARA EL FACILITADOR PARA TALLERES DE CAPACITACIÓN (Manual: Guide for facilitators of training workshops). |
| 2021               | Manual Desarrollo Integral de los Infantes-segunda edición. (Manual for Integral Development of Infants- Second Edition). |
| 2021               | Isa's Personal Space. Lovett, L. |
| 2022               | Cartilla Psicoeducativa: Desarrollo integral de la infancia temprana - Losada, L. S., De Angulo, J. M., De Angulo, B., y Palmer. P. |
| 2022               | Protocolo entendiendo como el trauma afecta nuestro sistema de Estrés y Defensa para sanarnos - De Angulo, J. M., Losada, L. S., y De Angulo, B. |
| 2022               | La Cultura del incesto y el delito de la violación incestuosa de adultos de la familia a niñas, niños, y adolescentes: Importancia de considerar en incesto con un delito autónomo. De Angulo B., Verduguez, L., Palmer. P., y Cepada, P. |
| 2022               | El trauma y el sistema nervioso: Una perspectiva polivagal. - Lovett, L., De Angulo, B., y Losada, L. S. |
| 2022               | El autodiagnóstico de nuestros estilos de apego para comprender mejor a nuestro mundo interior y a nuestras subentidades y así construir apegos correctivos - De Angulo, J. M., Losada, L. S., y De Angulo, B. |